# Torghatten Nord
Torghatten Nord AS ist eine norwegische Reederei, die einen Großteil des öffentlichen Fährverkehrs in den Provinzen (Fylker) Nordland, Troms und Finnmark betreibt, darüber hinaus einzelne Fährverbindungen in anderen Provinzen, beispielsweise Halhjem – Sandvikvåg in der Provinz Vestland, die Verbindungen Småge – Orta – Sandøya – Finnøya – Ona sowie Brattvåg – Dryna in Møre og Romsdal und die Route Moss – Horten über den Oslofjord, welche die Provinzen Østfold und Vestfold verbindet. Das Unternehmen ist eine Aksjeselskap (norwegische kleine Aktiengesellschaft mit beschränkter Haftung), es hat seinen Sitz in Tromsø sowie Niederlassungen in Stokmarknes und in Bjørnafjorden. Es ist eine 100%ige Tochtergesellschaft der Torghatten AS mit Sitz in Brønnøysund, einem der größten norwegischen Konzerne im Bereich öffentlicher Verkehr. Nach der Übernahme von Torghatten AS durch EQT Partners AB gehört Torghatten Nord zu der von EQT gegründeten Holding Nordic Ferry Infrastructure Holding AS, in die auch die dänische Reederei Molslinjen integriert ist.
Die Vorläufer des Unternehmens gehen auf die Ofotens og Vesteraalens Dampskibsselskab (OVDS) und Troms Fylkes Dampskibsselskap (TFDS) zurück, deren Wurzeln bis ins 19. Jahrhundert zurückreichen. Im Jahr 2006 entstand durch eine Fusion dieser beiden Gesellschaften die heutige Hurtigruten AS. Aufgrund finanzieller Schwierigkeiten verkaufte die Hurtigruten AS jedoch das Fähr- und Schnellbootgeschäft an Torghatten ASA. Aus diesem Anlass wurde am 13. Oktober 2008 die Tochtergesellschaft Torghatten Nord AS gegründet und diese übernahm am 5. Januar 2009 insgesamt 45 Schiffe von Hurtigruten. 
Heute betreibt Torghatten Nord 44 Fähren und 6 Schnellboote für den Personentransport. Die größten Kunden der Gesellschaft sind die norwegische Straßenverwaltung Statens vegvesen und Gemeindeverwaltungen über öffentliche Ausschreibungen und Rahmenverträge.

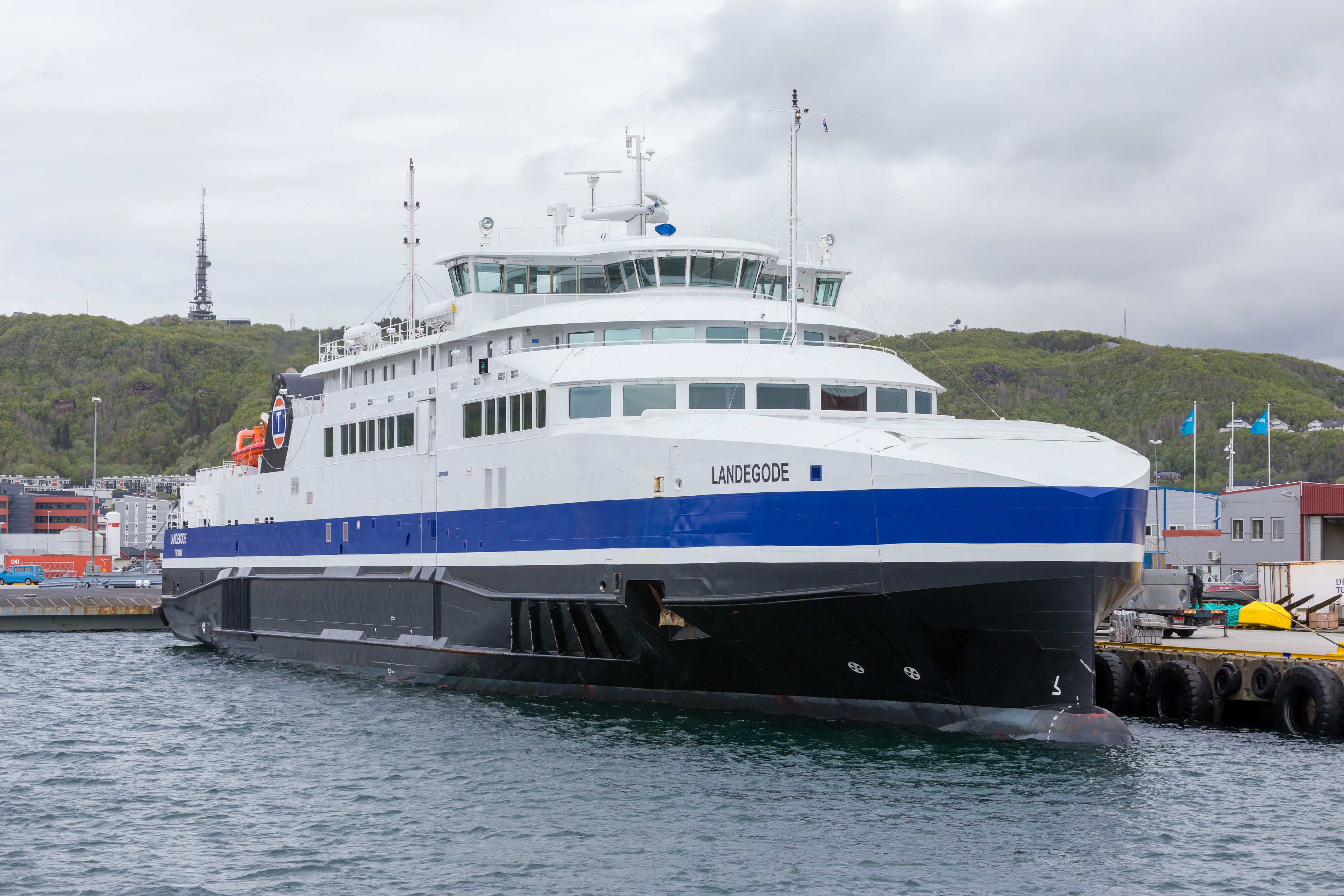
Torghatten-Nord-Fähre Landegode im Hafen von Bodø
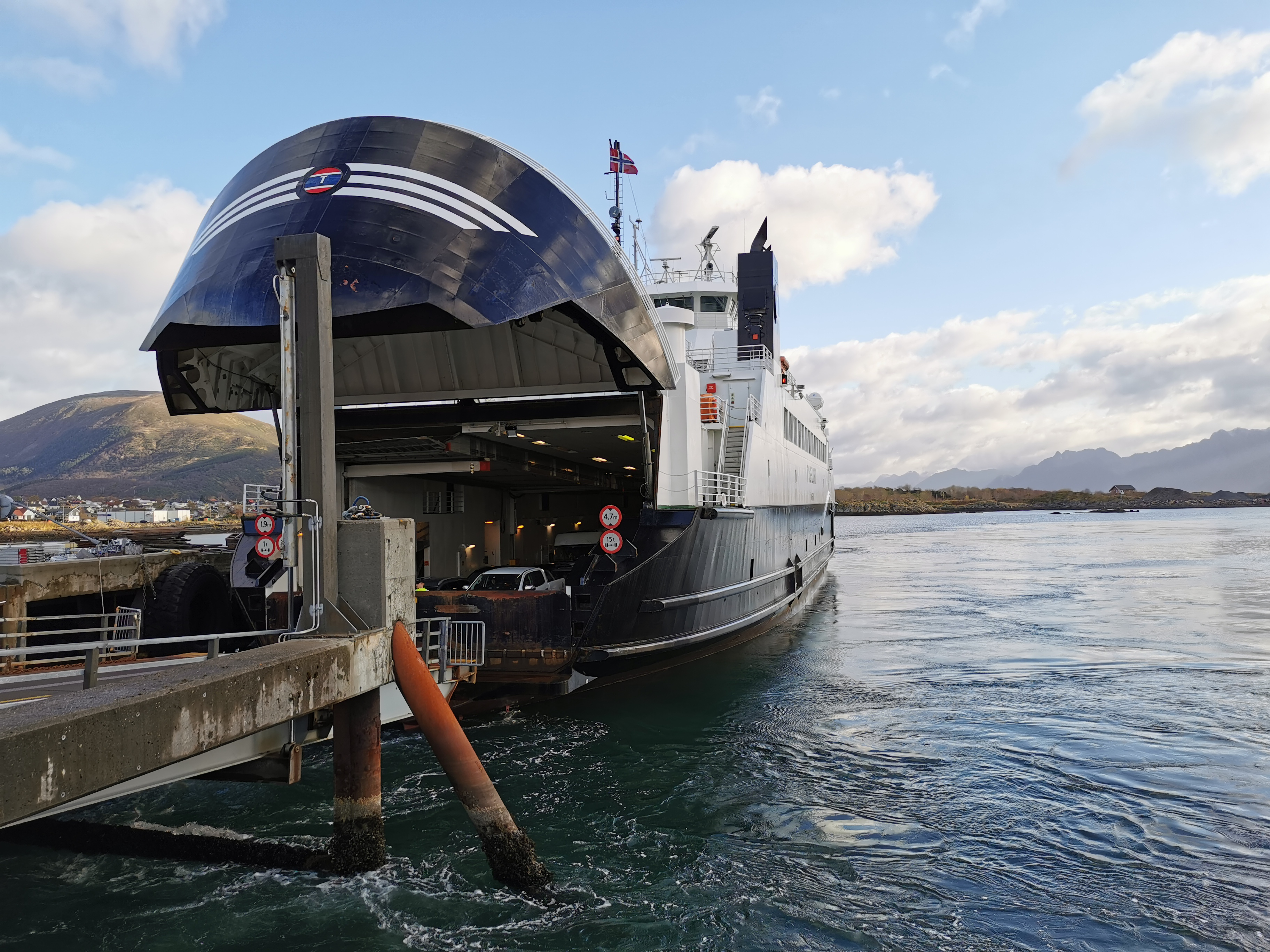
Torghatten-Nord-Fähre Tysfjord beim Anlegen in Melbu
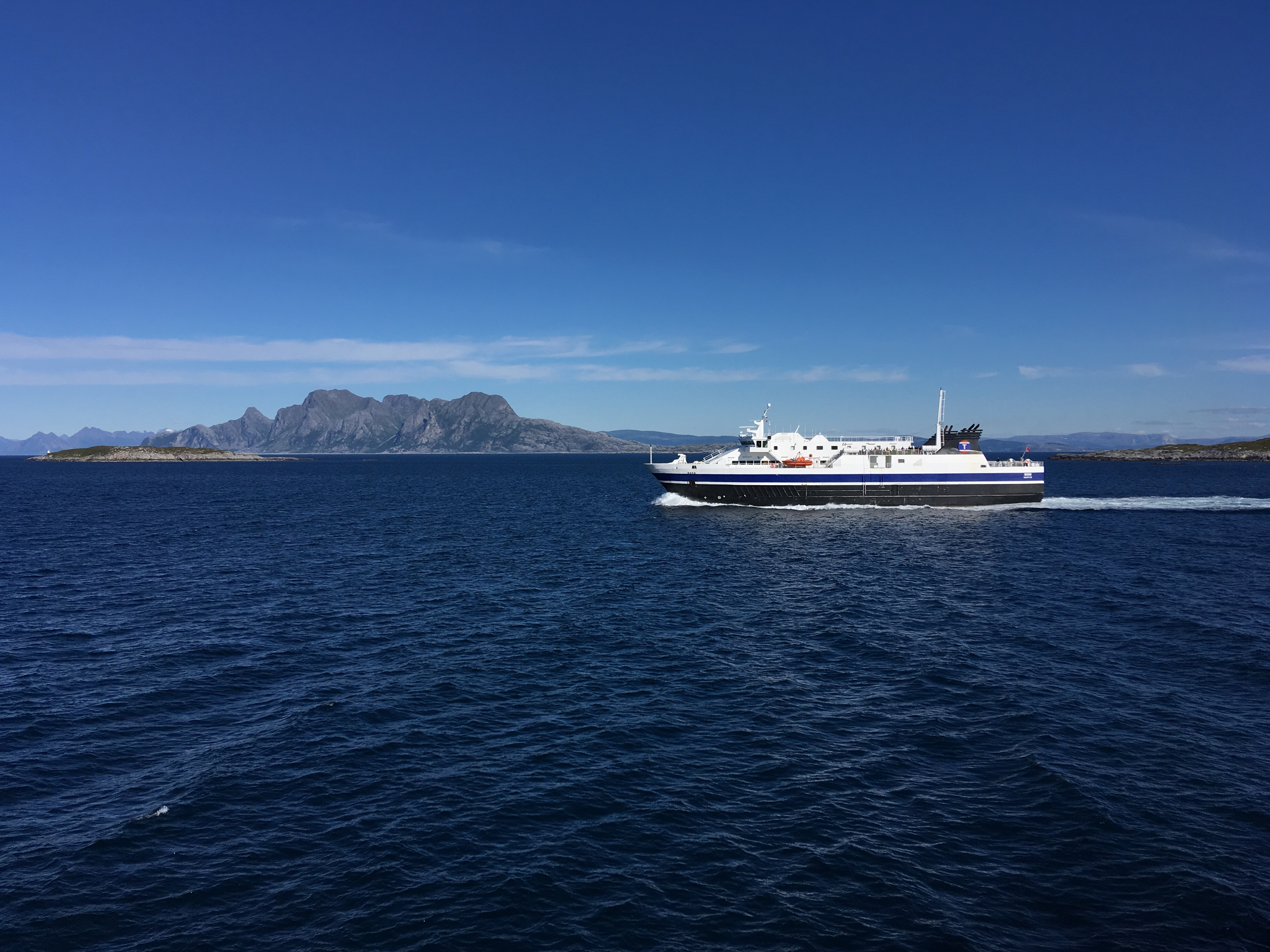
Torghatten-Nord-Fähre Bodø im Vestfjord
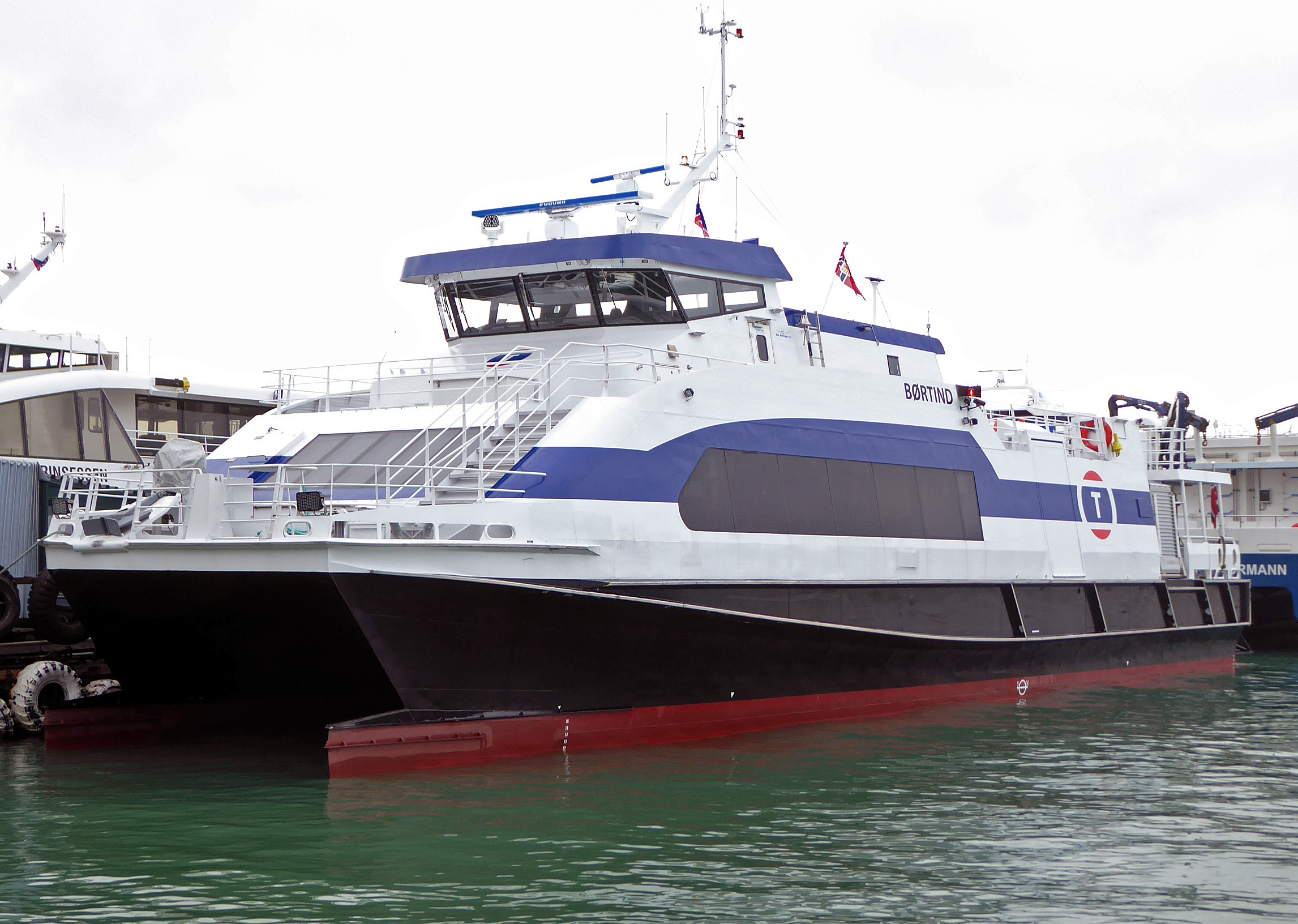
Torghatten-Nord-Schnellboot Børtind im Hafen von Bodø